# Malí en los Juegos Olímpicos de Río de Janeiro 2016
Malí participó en los Juegos Olímpicos de Río de Janeiro 2016 con un total de seis deportistas, que compitieron en cuatro deportes. La atleta Djénébou Danté fue la abanderada en la ceremonia de apertura.

## Participantes
Atletismo
- Mamadou Chérif Dia (triple salto masculino)[2]
- Djénébou Danté (400 metros femeninos)[2]

Judo
- Ayouba Traore (−100 kg masculino)[2]

Natación
- Oumar Touré (100 metros estilo mariposa masculino)[2]
- Fatoumata Samassékou (50 metros estilo libre femenino)[2]

Taekwondo
- Ismaël Coulibaly (-80 kg masculinos)[2]